# Lista de fontes de Roma

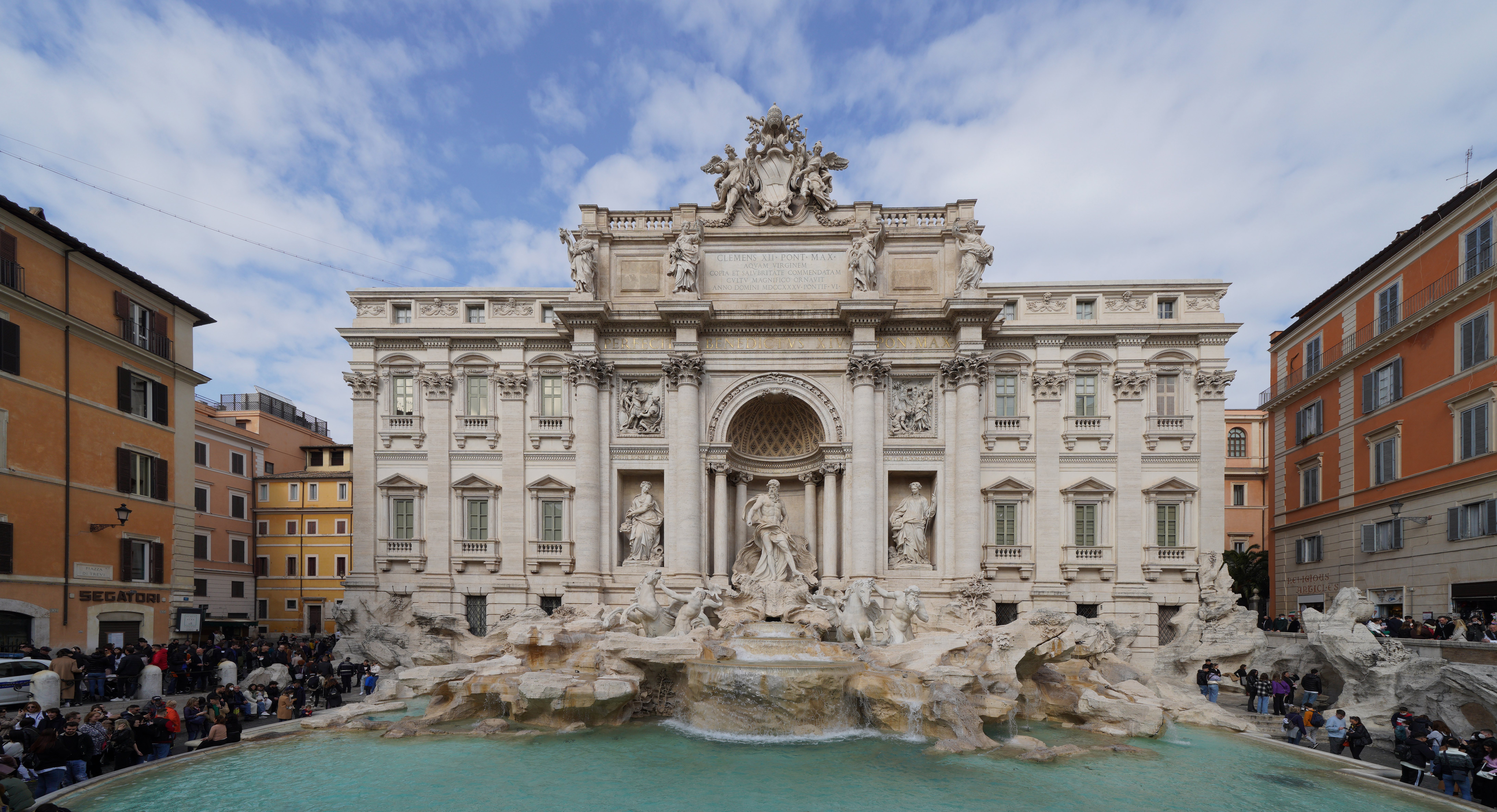
Fontana di Trevi, uma das mais conhecidas e visitadas fontes de Roma.

Os Romanos sempre tiveram uma grande paixão pelas águas públicas, como demonstram os aquedutos e as termas da Roma Antiga. Ainda hoje o número de fontes a Roma está acima da centena, entre fontes monumentais, fontes ornamentais e fontanários.

## Fontes monumentais

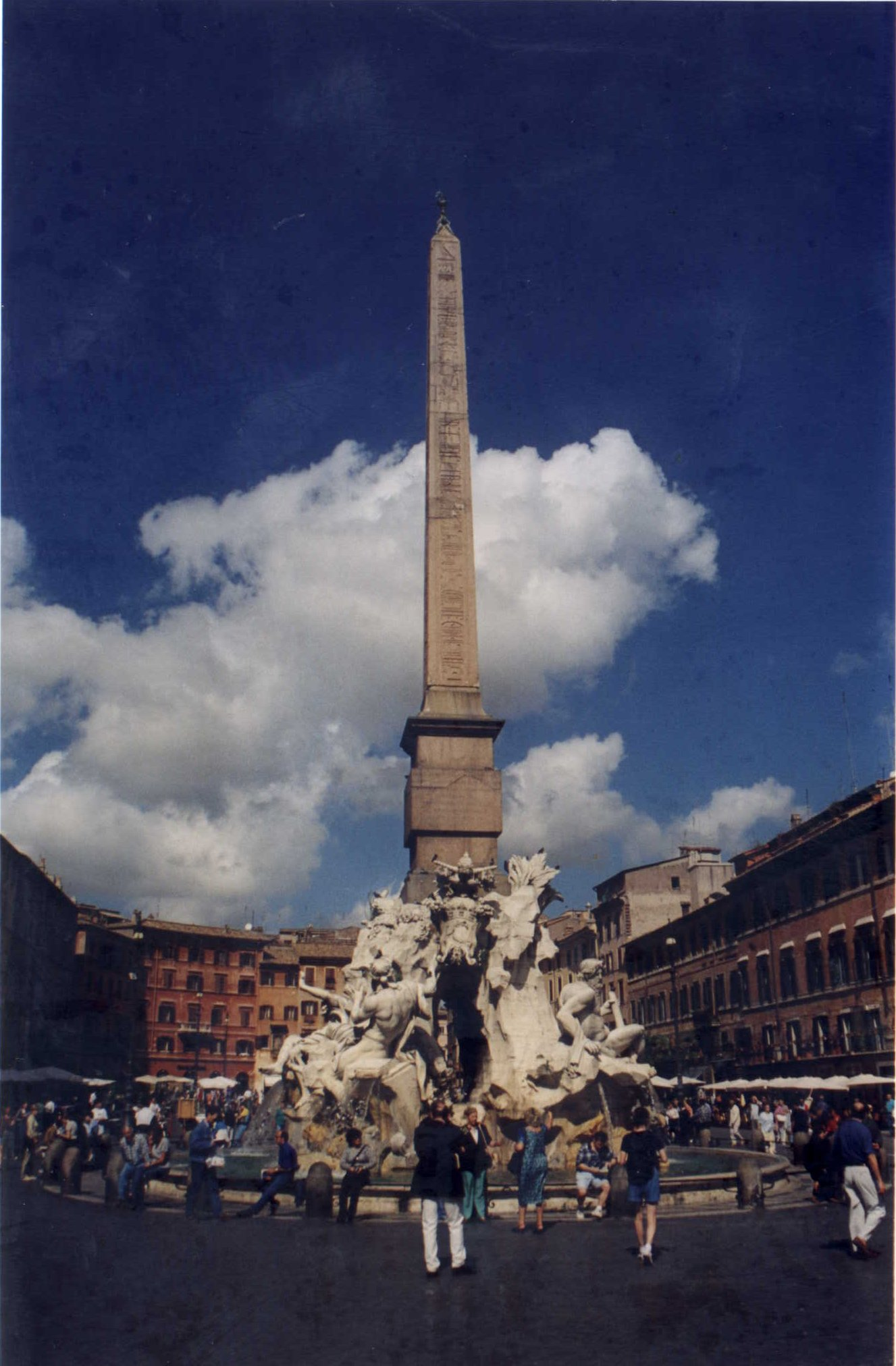
Fontana dei Quattro Fiumi e o Obelisco Agonal, na Piazza Navona.